# Zusters van de Choorstraat
De Zusters van de Choorstraat of Dochters van Maria en Joseph, ook wel Omnibus Charitas geheten, is een katholieke congregatie die in 1820 werd opgericht door Anna van Hees en haar biechtvader Jacobus Heeren te 's-Hertogenbosch. Het is een van de oudste wereldlijke zustercongregaties van Nederland. Jacobus Heeren wilde wat doen aan de nood onder de vele daklozen en wezen, en hij zocht rijke, ongehuwde vrouwen die deze zorg wilden verlenen. Oorspronkelijk liepen zij niet in kloosterdracht. Toen dit wel het geval was, was deze dracht sterk afwijkend van wat toen gebruikelijk was.
Pas in de tweede helft van de 19e eeuw ging de kerk zich strikter met de congregatie bemoeien, en kwamen er strengere (klooster-)regels.
De congregatie stichtte vele instellingen in diverse Noord-Brabantse dorpen en steden en ze wijdde zich aan de zorg voor armen, ouderen en zieken. Zij verrichtte pionierswerk op het terrein van onderwijs aan doven.
De Congregatie Dochters van Maria en Joseph vierde op 7, 8, 10 en 11 juli 2010 haar 190-jarig bestaan.
Het jubileumfeest was de opmaat voor een doorstart, met onder meer een Huis voor Spiritualiteit en nieuwe intredingen.

## Vestigingen van de congregatie
- Het oorspronkelijke Klooster aan de Choorstraat te ´s-Hertogenbosch werd in de loop der jaren steeds verder uitgebreid.
- Katholieke meisjesschool te Veghel (1840-1842).
- Instituut voor Doven, opgericht in 1840. Het gebouw te Sint-Michielsgestel dateert van 1908.
- Sint-Annagesticht te Boxtel, van 1855 tot 1962, ook bekend als 'Liefdehuis op Duinendaal'. De zusters leidden hier een katholieke meisjesschool.
- Klooster te Best, aan de Hoofdstraat, gesticht in 1886. Dit bezat een pensionaat en een liefdesgesticht, later Stichting Huize Nazareth. De Sint-Odulphuskapel van dit gesticht is sedert 1999 in gebruik als parochiekapel.
- Meisjesschool te Waalre, van 1912 tot 1966.
- Sinte-Wilgefortisgesticht te Waalre, sedert 1922. Dit was een bejaardenverzorgingstehuis. Het klooster werd opgeheven in 1973.
- Huize Sint-Vincentius te Udenhout, opgericht in 1924 waaruit de Sint Maartenskliniek te Nijmegen ontstond  in 1936.
- Klooster Sint-Helena Dalweg 1, te Rotterdam (Historie adressering: Groene Hilledijk 300c (1927-1928). De zusters leidden hier een katholieke school.[1]

## Missie
- Brazilië 1906 - 1910[2]
- China 1922 - 1948
- Ned. Indië/Indonesië 1936
- Congo 1958 - 1999